# Giuseppe Gervasini
Don Giuseppe Gervasini (Sant'Ambrogio Olona, 1º marzo 1867 – Milano, 22 novembre 1941) è stato un presbitero italiano.
Sacerdote, meglio noto come "el Pret de Ratanà" (o "de Retenà"), ovvero il prete di Retenate, un tempo comune autonomo e ora frazione di Vignate, dove fu cappellano dal 1897 al 1901, è molto venerato in Lombardia, benché non sia stato canonizzato dalla Chiesa cattolica.

## Biografia
Nato in una famiglia povera (il padre era cavatore di pietra, la madre lavorava in filanda), primogenito di cinque figli, quattro dei quali morti in tenera età, si trasferì da bambino insieme ai genitori all'Isola, malfamato quartiere milanese della zona di Porta Garibaldi. Dimostrò sin da piccolo una viva intelligenza, che spinse i genitori a compiere sacrifici per farlo studiare a Varese al collegio-convitto C. Colombo, dove inizia il ginnasio. Dopo la morte del padre avvenuta nel 1880, la mamma Luigia, per assecondare il desiderio del figlio di intraprendere la via del sacerdozio, lo iscrive al collegio di Valdocco, fondato a Torino da Don Bosco, a quei tempi ancora vivente. Tornato in Lombardia frequenta la terza liceo a Monza e, dopo la morte della madre nel 1885, passa al seminario teologico di corso Venezia a Milano dove termina gli studi. Ordinato sacerdote nel Duomo di Milano nel 1892, celebra la sua prima messa a Sant'Ambrogio Olona.
Durante il servizio di leva, prestato a Caserta quale addetto alla sanità tra il 1887 ed il 1888, sviluppa in prima persona la conoscenza di mali e rimedi e scopre forse il dono o carisma della guarigione. Lungi dal giovargli, questa qualità suscita sospetto e invidie nelle gerarchie ecclesiastiche, che lo giudicano un "prete scomodo" e lo trasferiscono frequentemente da una parrocchia all'altra: da Pogliano Milanese a Cabiate, a San Vittore al Corpo di Milano, a Dergano, a Peregallo di Lesmo fino a Retanate, località che gli valse il soprannome con cui è ancora conosciuto.
Le sue qualità di guaritore e taumaturgo, nonché la capacità di usare erbe medicinali per la confezione di decotti e unguenti per curare le più svariate malattie, gli procurarono una vasta fama che si diffuse sino alla metropoli lombarda e numerosi erano coloro che, o per mancanza di mezzi o per sfiducia della medicina "ufficiale", si rivolgevano a lui per avere aiuto e consiglio. Ciò lo rese ulteriormente inviso sia al clero milanese, sia al conte Alessandro Greppi, nei cui possedimenti si trovava la parrocchia di don Giuseppe, che nel 1901 chiese e ottenne dall'allora Arcivescovo di Milano, cardinal Ferrari, la sua sospensione a divinis, sospensione che fu in seguito revocata.
Nel 1926 ricevette in dono, per riconoscenza da un uomo che aveva guarito, una piccola casa in via Fratelli Zoia, in prossimità della Cascina Linterno, situata oggi nel comune di Milano, nella zona di Baggio, ai confini del parco delle Cave, dove si trasferì e continuò a operare fino alla sua morte, dopo aver ricevuto dall'Arcivescovo di Milano Ildefonso Schuster, che lo conosceva e lo stimava, la benedizione.
Ai suoi funerali partecipò una folla immensa, e alcuni dei suoi beneficati aprirono una sottoscrizione affinché gli venisse data sepoltura nel Cimitero Monumentale di Milano.
La Chiesa non ha mai accettato la tradizione popolare, secondo la quale don Gervasini, a somiglianza dei santi canonizzati, sarebbe capace di compiere miracoli o di intercedere per essi, ma, nonostante il passare degli anni questa sorta di culto, permane.
Dopo pochi anni dalla sepoltura la sua tomba è stata spostata in un'area con uno spiazzo più vasto del cimitero stesso, a causa del massiccio flusso quotidiano di pellegrini che accorrono ancora oggi a pregare sulla sua tomba.

## Curiosità
La storia del Pret de Ratanà è raccontata nel film coprodotto da RAI e Palumbo nel 1973, dal titolo "Stregone di Città", andato in onda il 30-5-1974, per la regia di Gianfranco Bettetini.